# 天草ヤスヲ
天草 ヤスヲ（あまくさ やすを、8月12日 - ）は、日本の漫画家。熊本県天草市出身。愛称は「ヤッさん」である。
ご本人曰く「漫画も描けるパチスロ系何でも屋」との事。

## 人物
- 趣味はフットサル、カラオケ。
- 特に好きなライターは射駒 タケシ。パチスロ必勝本のライターを全員尊敬している。
- 髙橋ヒロシの「クローズ」にハマり漫画家を志す。
- 早坂よしゆきのアシスタントで修行していた期間がある。「そう。もう仕事ってよりもホントに勉強させて貰いたくてさ。本気でお願いしたら認めて貰えて、そして見事アシスタントに……みたいな流れだね」と天草が当時を語っている[1]。

## 作品
- 苦愛シリーズ パチスロ7にて連載
- パチ7コミック「天草ヤスヲのブッコミ回胴記」

## 出演
- 天草ヤスヲのスロットスタイル(P-martTV)
- A1GP(P-martTV)
- 漫画家イラストバトルロワイヤル(必勝パチスロ7DVD・必勝本WEB-TV)
- 特化ZONEの鬼(回胴連チャンネル)
- ユキティのスイートハートな休日(エンジェルガールTV)
- 天草ヤスヲオフ会(オフミーTV)
- パチ7:ホル調(パチ7バラエティ動画チャンネル)
- パチテレ！情報プラス#100(2016年8月23日放送)